# Альбенис, Исаак
Исаа́к Мануэль Франсиско Альбе́нис-и-Паскуаль (исп. Isaac Manuel Francisco Albéniz y Pascual; 29 мая 1860[…], Кампродон[…] — 18 мая 1909, Камбо-ле-Бен[…]) — испанский композитор и пианист, один из основоположников испанской национальной музыкальной школы.

## Биография
Альбенис родился в Кампродоне, провинция Жирона, в семье Анжела Альбениса (сотрудника таможни) и его жены Долор Паскуаль. В четыре года юный Исаак впервые публично выступил в Барселоне, а уже в десять лет он разъезжал с сольными концертами по всей Испании. Обучался в Барселоне (Э. Компта, Х. Пухоль — фортепиано), Брюсселе (Л. Брассен — фортепиано, Ф. Геварт — композиция), Будапеште (Ф. Лист — фортепиано в 1878-79 гг.), Мадриде (Ф. Педрель — композиция). Концертировал во многих странах Европы, Северной и Южной Америки. Был близок к «поколению 98 года».
В 1890 покидает Испанию и едет в Лондон, но в 1892 г. возвращается обратно. С 1893 или 1894 жил в Париже. В 1897—1898 Исаак Альбенис занимался в «Схола канторум» (второй парижской консерватории) у крупнейших музыкантов Франции — Венсана д’Энди, Габриэля Форе. Знакомство с К. Дебюсси оказало влияние на его поздние сочинения. Дебюсси так оценил творчество Альбениса: «Никогда ещё музыка не затрагивала столь различные впечатления, такие яркие, что от изобилия образов хочется закрыть глаза, как от яркого солнца».
Поворотным моментом в творческом пути стало обращение Альбениса к испанскому фольклору — «золотым россыпям народного искусства», по словам композитора. В последние годы жизни он возглавлял новое направление испанской музыки, так называемое Ренасимьенто.
Фортепианные сочинения (всего около 300) — лучшая часть наследия композитора. В этих произведениях соединены традиции народных песенно-танцевальных жанров различных областей Испании (хота, сегидилья, сортсико, малагенья и др.) и музыкальной классики. Среди наиболее известных сочинений: «Испанская сюита» (1886), циклы пьес «Испания» (1890), «Два испанских танца», «Испанские напевы» (1892), «Иберия» (1905—09), «Наварра» (завершена французским композитором Деода де Севераком), симфоническая сюита «Каталония» (1899, завершена лишь первая часть). Среди других сочинений Альбениса: сарсуэлы — «Святой Антоний» (1894, театр «Аполо», Мадрид) и др.; оперы «Генри Клиффорд» (1895, театр «Лисео», Барселона), «Пепита Хименес» (1896, театр «Лисео», Барселона); романсы и др.
Умер в 1909 от хронического нефрита (англ. Bright's disease). Похоронен на Монжуикском кладбище в Барселоне.
Сесилия Саркози, вторая жена французского президента Николя Саркози, является правнучкой композитора.

## Произведения
- Оперы:
  - «Магический опал» (The Magic Opal) (1893)
  - «Генри Клиффорд» (Henry Clifford) (1895)
  - «Пепита Хименес» (Pepita Jiménez) (1896)
  - Трилогия «Король Артур (Круглый стол)» (Le roi Arthus (La table ronde)):
    - «Мерлин» (Merlín) (1898—1902)
    - «Ланселот» (Lancelot) (1902—1903, не завершена)
    - «Гиневра» (Guenevere) (работа над оперой начата не была)
- Музыка для фортепиано:
  - 3 «старинные сюиты» (Suites anciennes)
  - Испанская сюита № 1 (Suite española no. 1, 1886). Включает 8 пьес, посвященных различным городам или регионам Испании: Гранада (Granada), Каталония (Cataluña), Севилья (Sevilla), Кадис (Cádiz), Астурия (Asturias) — использована группой «Дорз» (The Doors) в качестве вступления к композиции «Испанский Караван» (Spanish Caravan), Арагон (Aragón), Кастилия (Castilla) и Куба (Cuba) (остров в тот момент ещё принадлежал Испании).
  - Испанская сюита № 2 (Suite española no. 2, 1889). Включает 2 пьесы: Сарагоса (Zaragoza) и Севилья (Sevilla).
  - Иберия (Iberia). Сюита из 12 фортепианных пьес, сгрупированных в 4 тетради:
    - 1-я (1906): 1.Evocación (Воспоминание), 2.El Puerto (Порт), 3.El Corpus Christi en Sevilla (Праздник Тела Христова в Севилье).
    - 2-я (1907): 1.Rondeña (Ронденья), 2.Almería (Альмерия), 3.Triana (Триана — цыганский квартал в Севилье).
    - 3-я (1907): 1.El Albaicín (Альбайсин — цыганский квартал в Гранаде), 2.El Polo (Поло), 3.Lavapiés (Лавапьес — пригород Мадрида).
    - 4-я (1908): 1.Málaga (Малага), 2.Jerez (Херес), 3.Eritaña (Эританья — название кабачка в Севилье).

  - 12 характеристических пьес (12 piezas características, 1888).
  - Характеристическая сюита (Suite característica, 1889?)
  - Воспоминания о путешествии (Recuerdos de viaje, 1886—1887), сюита для фортепиано. Включает 7 пьес: На море (En el mar), Легенда (Leyenda), Альборада, или Утренняя серенада (Alborada), В Альгамбре (En la Alhambra), Пуэрта-де-Тьерра (Puerta de Tierra), Шорохи Ла Калеты (Rumores de la Caleta), На взморье (En la playa).
  - 7 сонат (2-я утрачена целиком, 1-я и 7-я — частично).
  - Наварра (Navarra, завершена Д. де Севераком и опубл. в 1912). Возможно, предназначалась для сюиты «Иберия».
- Сарсуэлы:
  - Святой Антоний (San Antonio de la Florida) (1894).
- Сочинения для оркестра (в том числе с участием солистов):
  - Испанская рапсодия для фортепиано с оркестром (Rapsodia española para piano y orquesta). Существуют авторские обработки для 2-х фортепиано и для фортепиано соло.
  - Концерт № 1 (Фантастический концерт) для фортепиано с оркестром. Существует авторская обработка для 2-х фортепиано.
  - Концерт № 2 для фортепиано с оркестром. Набросок.
  - Альгамбра (The Alhambra, 1896—1897), симфоническая поэма. Незавершена.
- Не сохранились:
  - Христос (Cristo), оратория.
  - ¡Cuanto más viejo …!, сарсуэла.
  - Catalanes de Gracia, сарсуэла.
  - El canto de salvación, сарсуэла.